# Hildegard av Bayern
Hildegard av Bayern, född 10 juni 1825 i Würzburg, död 2 april 1864 i Wien, var en bayersk prinsessa och österrikisk ärkehertiginna, gift i München 1844 med Albrecht av Österrike-Teschen.

## Biografi
Hildegard var dotter till Ludvig I av Bayern och Therese av Sachsen-Hildburghausen.
Hildegard mottog Sternkreutzorden och den kungliga Teresiaorden. Hon var beskyddare för en rad välgörenhetsorganisationer i syfte att skapa sympati för monarkin. Efter det tredje barnets födelse 1849 kunde hon inte få fler barn, och familjen kunde därför inte bidra med en manlig arvtagare till Habsburgdynastin, vilket skulle ha varit nödvändigt om kejsarparets enda son dog.

## Barn
- Maria Theresia (1845–1927), gift med Philipp av Württemberg
- Karl Albrecht (1847–1848)
- Mathilde (1849–1867), omkom i eldsvåda, då hon försökte dölja en brinnande cigarett för sin far.